# Идах (Чечня)
Идах (чечен. Ида) — хутор в Галанчожском районе Чеченской Республики. Входит в Моцкаройское сельское поселение.

## География
Хутор расположен на правом берегу реки Тонгхойарк, к северо-западу от районного центра Итум-Кали.
Ближайшие населённые пункты: на северо-востоке — разв. Чохой.

## История
Аул Идах ликвидирован в 1944 году во время депортации чеченцев. После восстановления Чечено-Ингушской АССР в 1956 году чеченцам было запрещено селиться в данном районе.